# Абертами
Абертами (чеш. Abertamy) град је у Чешкој Републици. Град се налази у управној јединици Карловарски крај, у оквиру којег припада округу Карлове Вари.

## Становништво
Према подацима о броју становника из 2014. године град је имао 1.191 становника.